# Meritum Bank ICB

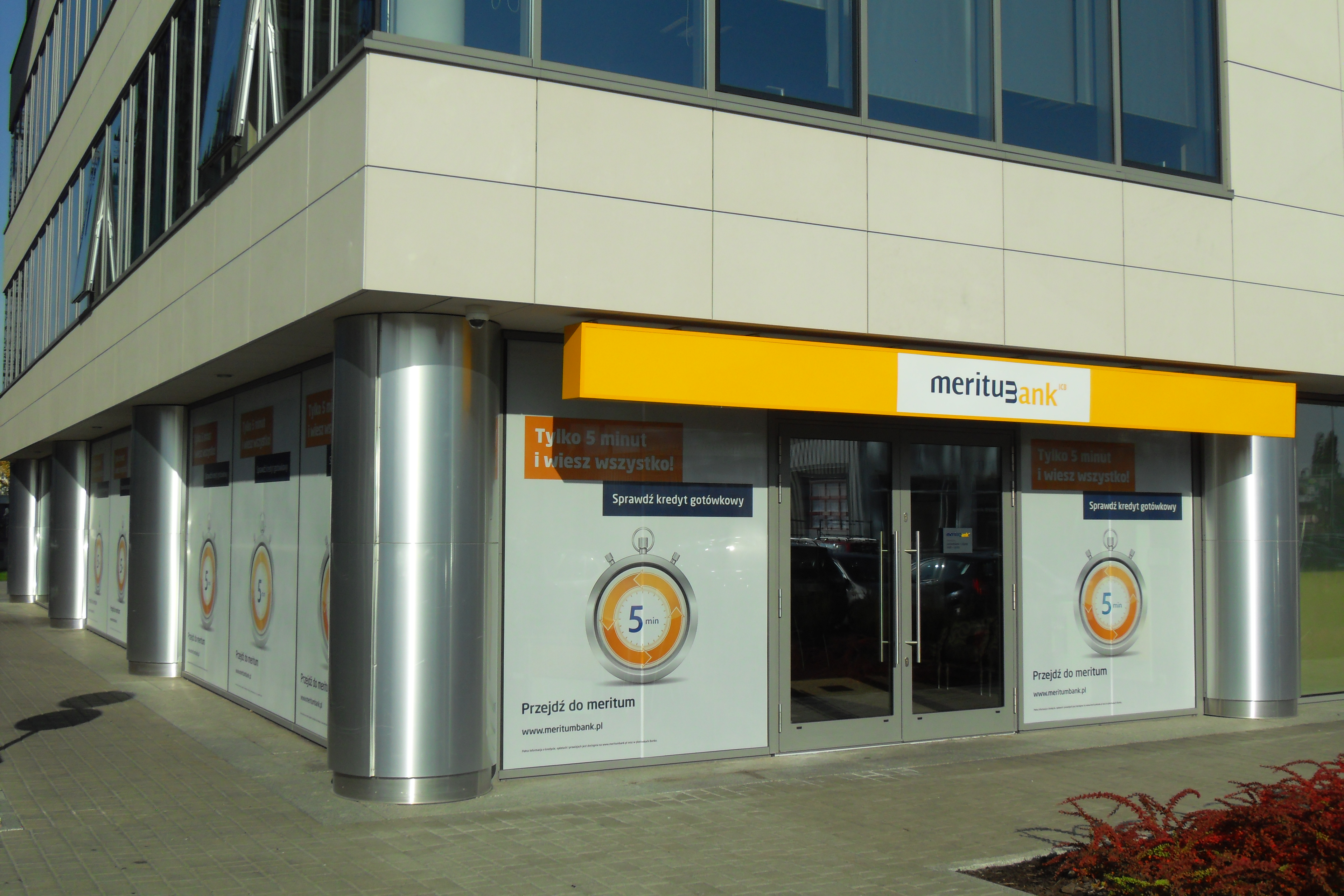
Jedna z placówek banku

Meritum Bank ICB S.A. (dawniej Bank Współpracy Europejskiej, Bank Wschodnio-Europejski, Bank Turystyki) – bank komercyjny z siedzibą w Gdańsku, działający w latach 1990–2015, specjalizujący się w ostatnim okresie działalności na obsłudze klientów indywidualnych oraz małych i średnich firm.

## Historia

### Bank Turystyki
Bank został założony w 1990 roku jako Bank Turystyki przez Skarb Państwa poprzez Komitet Młodzieży i Kultury Fizycznej, reprezentowany przez Aleksandra Kwaśniewskiego, Polskie Towarzystwo Turystyczno-Krajoznawcze, Orbis oraz Gromadę, reprezentowaną m.in. przez Mieczysława Marca. Celem działalności banku miało być obsługa rozliczeń pieniężnych, inwestycji i kredytów w turystyce. Pierwszą siedzibą centrali banku był Dom Chłopa w Warszawie, a prezesem zarządu mianowano Stanisława Komana.
W 1991 decyzją wiceministra finansów Wojciecha Misiąga bank został wyznaczony do dochodzenia wierzytelności Centralnego Funduszu Turystyki i Wypoczynku. Środki z likwidowanego funduszu posłużyły Skarbowi Państwa do objęcia nowo wyemitowanych akcji banku, co zwiększyło jego udział w akcjonariacie. W tym samym roku przewodniczącym rady nadzorczej banku z ramienia Skarbu Państwa został Andrzej Olechowski, który był jednym z inicjatorów procesu prywatyzacji banku z uwagi na jego złą sytuację finansową. Funkcję pełnił do końca 1993.
W 1993 rozpoczął się proces prywatyzacji przynoszącego straty banku. Nabywcą został holding Bartimpex, należący wówczas do Aleksandra Gudzowatego, którego oferta została oceniona wyżej niż konkurencyjna oferta Europejskiego Funduszu Leasingowego.

### Bank Wschodnio-Europejski i Bank Współpracy Europejskiej
W 1994 Bartimpex podpisał porozumienie ze Skarbem Państwa (reprezentowanym m.in. przez Wojciecha Misiąga) odnośnie pokrycia przez ten drugi nieujawnionych strat banku, których firma audytorska Arthur Andersen nie umieściła w sprawozdaniu finansowym za 1992 i 1993 roku. Straty pokryto poprzez emisję nowych akcji oraz przekazanie bankowi przez Skarb Państwa wierzytelności Orbisu i Gromady wobec dawnego Centralnego Funduszu Turystyki i Wypoczynku. Dzięki temu Bartimpex posiadał ponad 70% udziałów w spółce, a pozostali współzałożyciele banku stali się akcjonariuszami mniejszościowymi. Udziały posiadały także podmioty rosyjskie: Gazprom-Gazexport Moskwa i Wniesztorgbank.
Krótko po zakończeniu procesu prywatyzacji bank dwukrotnie zmieniał swoją nazwę, najpierw na Bank Wschodnio-Europejski, a następnie na Bank Współpracy Europejskiej. Zajmował się on obsługą klientów indywidualnych oraz instytucjonalnych, w tym brał udział w finansowaniu budowy Gazociągu Jamał-Europa na terenie Polski poprzez udzielanie kredytów spółce EuRoPol Gaz oraz obsłudze kontraktów międzynarodowych na zakup gazu ziemnego. Udzielał też kredytów hipotecznych, a jedną z kontrowersji wokół banku było udzielenie w 1998 kredytu na budowę domu politykowi SLD, Leszkowi Millerowi, z uwagi na potencjalny konflikt interesów w latach 2001–2003, kiedy pełnił funkcję premiera.
W 1999 BWE bezskutecznie starało się o zakup Banku Energetyki w Radomsku. Ponadto bank, wraz z towarzystwem ubezpieczeniowym Cigna oraz Prokomem, złożyli do Urzędu Nadzoru nad Funduszami Emerytalnymi wniosek o zezwolenie na utworzenie powszechnego towarzystwa emerytalnego. Wniosek został odrzucony z uwagi na złą sytuację finansową banku. W konsekwencji tej decyzji Generalny Inspektorat Nadzoru Bankowego wszczął w banku kontrolę zakończoną wdrożeniem planu naprawczego i restrukturyzacji spółki. W tym samym roku bank po raz pierwszy rozpoczął wydawanie kart płatniczych (we współpracy z bankiem Pekao S.A.) oraz oferowanie opcji walutowych.
W 2001 sytuacja finansowa banku znów zaczęła się pogarszać, również z uwagi na zakończenie rozliczeń transakcji zakupu gazu ziemnego w Rosji w formule gaz za żywność, w jakiej operował Bartimpex. W 2002 bank został czasowo wykluczony z systemów rozliczeniowych Krajowej Izby Rozliczeniowej, jako trzeci bank w historii, z powodu nieuregulowania należności w terminie, co skutkowało brakiem możliwości wykonywania przelewów międzybankowych. Jako przyczynę tego wydarzenia bank wskazał błędy w naliczaniu należnych opłat.
W 2007 bank przeniósł swoją siedzibę z Warszawy do Wrocławia. Po kilkukrotnych próbach znalezienia inwestora zewnętrznego, m.in. w Niemczech, Francji, Rosji i Jordanii, w tymże roku sfinalizowano transakcję sprzedaży banku, a nabywcą został fundusz inwestycyjny Innova Capital. Wartość transakcji wyniosła ok. 50 mln zł. W momencie sprzedaży Gudzowaty wraz z rodziną i spółkami zależnymi posiadali ponad 80% akcji banku, a Skarb Państwa 4,5%.
W grupie kapitałowej banku znajdowały się wyspecjalizowane instytucje finansowe, m.in. spółka BWE Asset Management (zakupiona przez PZU w 2001) oraz biuro maklerskie Dom Inwestycyjny BWE, tworzone wspólnie z Totalizatorem Sportowym, Polmot Holding, Węglokoksem, Towarzystwem Ubezpieczeniowym Compensa, spółkami Megadex i Paged (zlikwidowane w 2002).
W latach 1993–2007 z bankiem związani byli liczni politycy PZPR, SLD i innych partii politycznych. W zarządzie banku zasiadali m.in. Władysław Baka, Jarosław Kochaniak, Andrzej Kołatkowski, Jacek Krawczyk i Ryszard Pidek, a w radzie nadzorczej banku zasiadali Jan Antosik, Herbert Gabryś, Izabella Dudzin, Jan Bogutyn i Kazimierz Adamczyk. Przewodniczącym rady nadzorczej Domu Inwestycyjnego BWE był Marek Bryx. Akcjonariuszem i członkiem rady nadzorczej banku był także Tomasz Guzdowaty.

### Meritum Bank ICB
Po przejęciu banku przez Innova Capital jego siedzibę przeniesiono do Gdańska. Przewodniczącym rady nadzorczej został Sławomir Lachowski.
Pod nazwą Meritum Bank ICB S.A. funkcjonował od 1 października 2008 roku do 30 czerwca 2015 r. Działał w ramach ponad 170 placówek własnych oraz partnerskich, które zlokalizowane były na terenie całego kraju. Bank prowadził System Partnerski Meritum Banku, który opierał się o rozwój sieci sprzedaży poprzez zawieranie porozumień z partnerami biznesowymi, którzy byli niezależnymi przedsiębiorcami prowadzącymi wytypowane placówki bankowe w Polsce. Pod koniec istnienia banku działało ponad 150 placówek partnerskich banku
W 2011 mniejszościowymi udziałowcami banku zostały Europejski Bank Odbudowy i Rozwoju oraz fundusz inwestycyjny WCP. W 2011 odbyła się kampania reklamowa Meritum Banku „Zrób to dla pieniędzy”, której twarzą był polski muzyk i poeta Maciej Maleńczuk. W tym samym roku bank rozpoczął współpracę z siecią sklepów Tesco w Polsce pod marką Tesco Finanse, oferując kredyty gotówkowe oraz karty kredytowe.
W 2014 bank ogłosił publicznie plany wejścia na Giełdę Papierów Wartościowych w Warszawie.
W lutym 2015 roku większościowym akcjonariuszem Banku został Alior Bank SA. 30 czerwca 2015 roku doszło do fuzji prawnej Meritum Banku i Alior Banku, wskutek której Alior Bank stał się prawnym następcą Meritum Banku, wstępując również we wszystkie jego prawa i obowiązki. W następstwie połączenia Meritum Bank jako osobny podmiot przestał istnieć, a marka została zlikwidowana.

## Wyróżnienia i nagrody
- Najlepsza polska karta lojalnościowa 2012 roku – nagroda przyznana na corocznej konferencji Central European Electronic Card, w uznaniu za emisję karty kredytowej Visa Clubcard[22].
- Najlepszy Bank dla Firm 2012 – trzy gwiazdki w rankingu miesięcznika Forbes[23][24].
- Przyjazny Bank Newsweeka 2011 – wyróżnienie za zajęcie drugiego miejsca w kategorii Bank Internetowy[25].
- Bankowy Lider Informatyki 2009 – nagroda w konkursie Lider Informatyki Instytucji Finansowych 2009, organizowanym przez Gazetę Bankową. Wyróżnienie przyznane w uznaniu dla kompleksowego podejścia do wdrożeń technologii informatycznych. Dodatkowo przyznano wyróżnienie w kategorii Systemy Back Office, za system Gandalf[26].